# حربية (تراث)
العرضة هي ضرب من ضروب الفن الشعبي في شبه الجزيرة العربية يصطف فيها الراقصون في صفين متقابلين وغالبا ما يكون عددهم قريبا من العشرين، تتناغم رقصاتهم مع الإيقاعات اليدوية والأهازيج التي يطلقونها، وسميت حربية لأن أشعارها وارتجازاتها غالبا ما تتغنى بالحرب والفروسية، والأسلحة.